# روبرتو توريس
روبرتو توريس (بالإسبانية: Roberto Torres Toledano)‏ ولد بتاريخ 29 أغسطس 1964 في مونبلييه، هو دراج إسباني سابق.

## روابط خارجية
- روبرتو توريس على موقع أرشيف الدراجات (الإنجليزية)
- روبرتو توريس على موقع إحصائيات الدراجات الإحترافية (الإنجليزية)